# Begonia kurakura
Espèce
Begonia kurakura est une espèce de plantes de la famille des Begoniaceae.
Elle a été décrite en 2009 par Cheksum Supiah Tawan, I.B. Ipor et Kalu Meekiong.